# 済廣寺
済廣寺（さいこうじ、済広寺）は、静岡県賀茂郡東伊豆町稲取563-1にある臨済宗建長寺派の寺院。山号は大慈山。「かやの寺」（かや寺、榧寺）と呼ばれる。

## 特色
永禄3年（1560年）に創建された。東伊豆町稲取には8の寺院があり、「ならいの風とかかあ天下に寺八ケ寺」と言われている。済廣寺、吉祥寺、清光院、栄昌院の4寺院は臨済宗建長寺派であり、残りの4の寺院は浄土宗（正定寺）、曹洞宗（善応院）、日蓮宗（大願成就寺）、真宗大谷派（蓮行寺）である。

## 境内
- 本堂 - 本堂にはチベット仏教などで用いられるマニ車が置かれており、干支占いを行うことができる。
- 鐘楼
- 庫裏

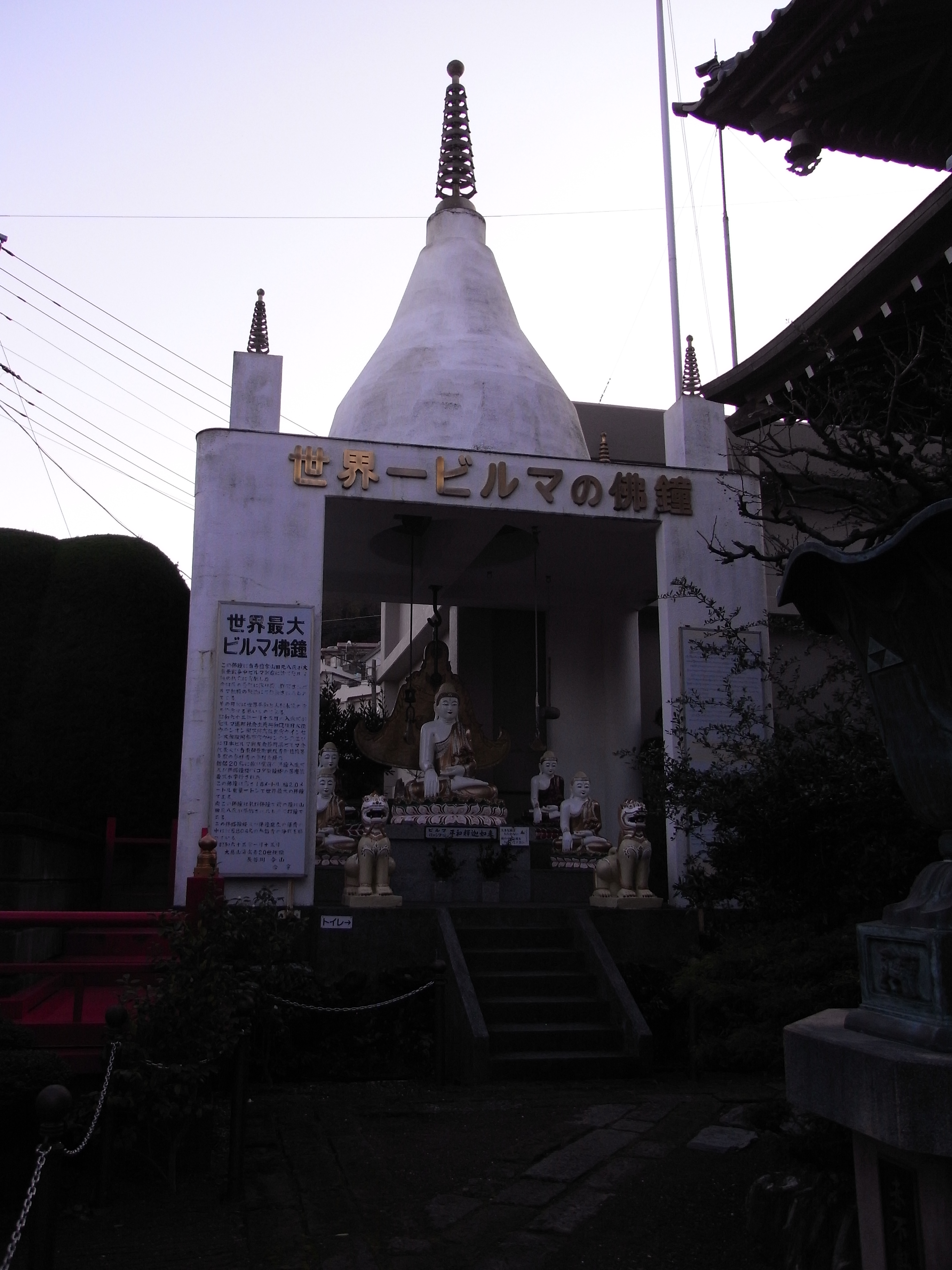
宝物館 - 稲取から太平洋戦争のビルマの戦いに赴いた山田元八はビルマ連邦の独立にも貢献した[2]。1973年（昭和48年）、山田はビルマのネ・ウィン連邦革命評議会議長から釈迦如来と竪琴を贈られ、その後「平和釈迦如来」として済廣寺に奉納された[2]。
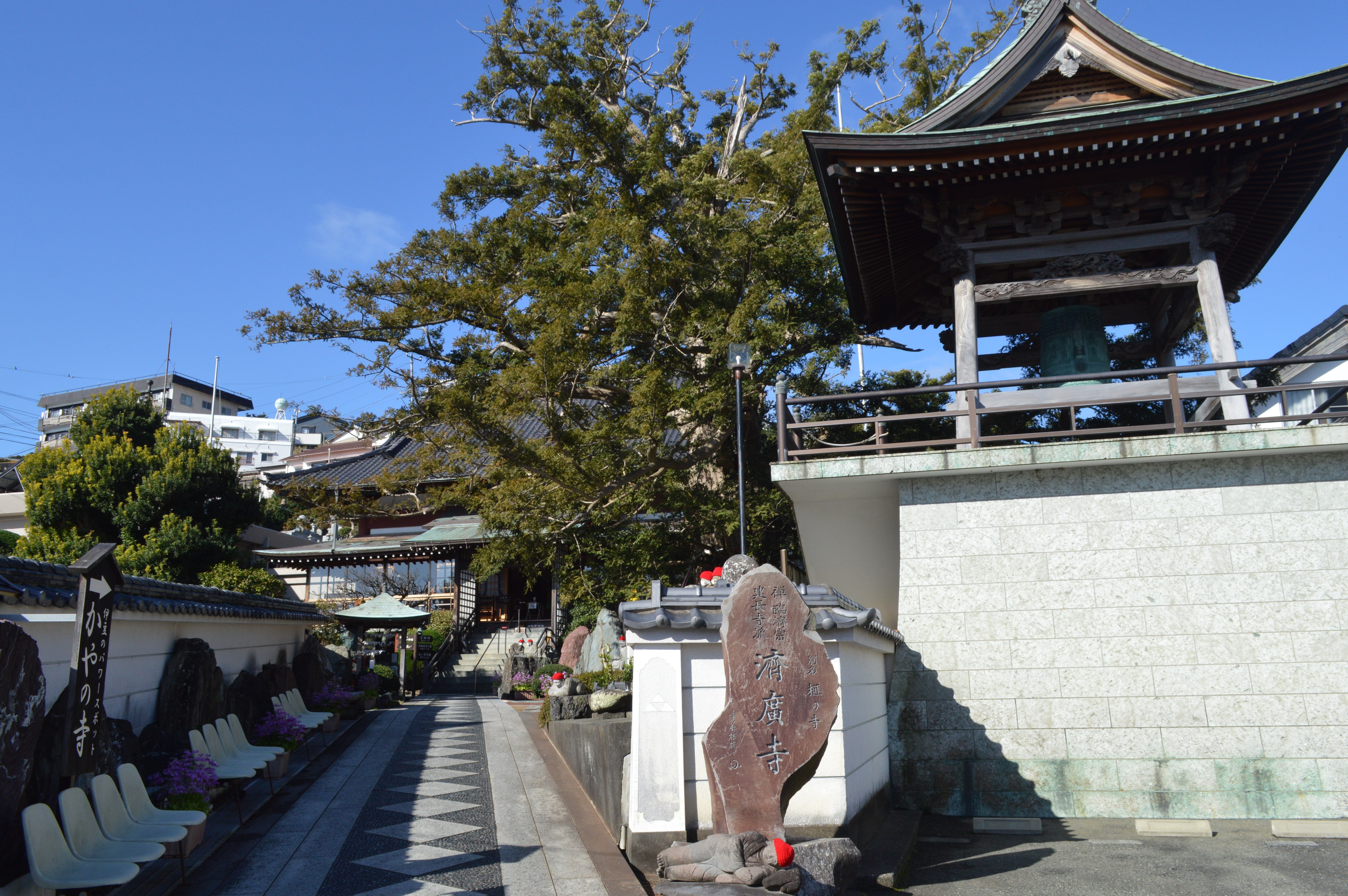
ビルマの佛鐘

- ビルマの佛鐘
- 鐘楼と参道

## 文化財

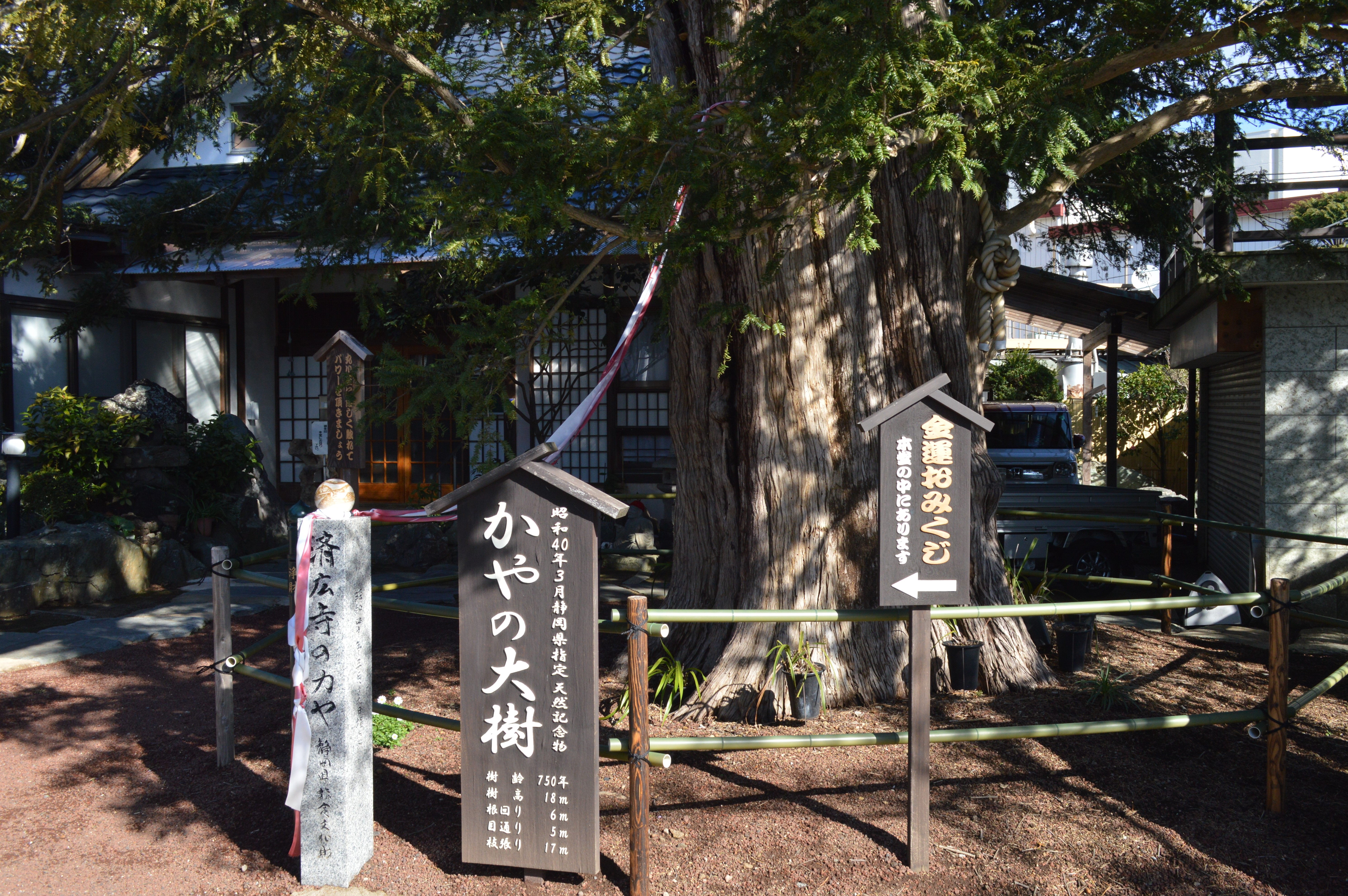
済広寺のカヤ

### 県指定天然記念物
- 済広寺のカヤ - 1965年（昭和40年）3月19日指定[3][4]。樹齢約750年、樹高約18メートル、根回り約6メートル、目通り約5メートル、枝張り約17メートル[3][4]。

## 交通アクセス
所在地
- 413-0411 静岡県賀茂郡東伊豆町稲取563-1

アクセス
- 伊豆急行線伊豆稲取駅から徒歩2分